# 2013年环西自行车赛
2013年环西自行车赛是第68届环西自行车赛，于2013年8月24日至9月15日进行，此次比赛是2013年UCI世界巡回赛的其中一站比赛。比赛共分为21个赛段，起点位于加利西亚，终点位于马德里，除第十四赛段途经安道尔，第十五赛段在安道尔和法国进行外，其余比赛路线均在西班牙境内。
共有22支车队参加此次比赛，其中19支车队为世界职业车队，另外3支车队则为洲际职业车队。最终来自无线电-猎豹车队的美国选手Chris Horner获得该届比赛的总冠军，以41岁的年龄成为历史上年龄最大的三大自行车环赛总冠军。来自阿斯塔纳车队的意大利选手溫琴佐·尼巴利和来自移动之星车队的西班牙选手亚历杭德罗·巴尔韦德分别获得第二和第三，其中Valverde还获得象征冲刺积分第一的绿衫。